# Grant Davies
Grant Davies (Dalby, Queensland, 11 de setembro de 1963) é um ex-canoísta australiano especialista em provas de velocidade.

## Carreira
Foi vencedor da medalha de prata em K-1 1000 m em Seul 1988.